# 2010 w Wojsku Polskim
Kalendarium Wojska Polskiego 2010 – wydarzenia w Wojsku Polskim w 2010 roku.
Potencjał Sił Zbrojnych RP na 31.12.2010 wynosił:
| Stan ewidencyjny Wojska Polskiego | Podstawowe uzbrojenie Wojska Polskiego |
| --- | --- |
| - generałowie - 120 - oficerowie (w tym gen.) - 21431 - podoficerowie - 39 268 - szeregowi - 34 565 - kandydaci do zawodowej służby wojskowej - 2345 | - czołgi - 919/755 - wozy bojowe - 2138/1753 - artyleria - 1286 - śmigłowce - 145 (+ 30 MW) - samoloty - 240 (+13 MW) - okręty bojowe - 93 - jednostki pływające - 45 |

| Zwierzchnik Sił Zbrojnych - Bronisław Komorowski Szef BBN - Stanisław Koziej | Minister Obrony Narodowej - Bogdan Klich Szef Sztabu Generalnego - gen. Mieczysław Cieniuch |

## Styczeń
19 stycznia
- Polska Marynarka Wojenna przejęła od Królewskiej Marynarki Wojennej Danii dowództwo nad Stałym Zespołem Obrony Przeciwminowej NATO-SNMCMG-1[2]

## Luty
2 lutego
- Rada Ministrów przyjęła „Raport o stanie obronności Rzeczypospolitej Polskiej w 2008 roku”. Dokument stanowi element okresowego przeglądu analizującego stan przygotowań obronnych w państwie[3].

3 lutego
- po raz pierwszy, przy użyciu francuskiego powietrznego tankowca KC-135, odbyło się tankowanie samolotów wielozadaniowych F-16 w przestrzeni centralnej Polski. W tankowaniu udział wzięło osiemnaście samolotów z Łaska i Krzesin[3]

12 lutego
- Prezydent Lech Kaczyński podpisał rozporządzenie wprowadzające trzy nowe odznaczenia wojskowe dla osób służących poza granicami kraju: Gwiazdę Konga, Gwiazdę Czadu, Gwiazdę Morza Śródziemnego[3]

## Marzec
12 marca
- Sekretarz Generalny NATO Anders Fogh Rasmussen przebywał w oficjalną wizytą w JFTC i 3 Batalionie Łączności w Bydgoszczy[4]

16 marca
- Zarządzaniem ministra ON Nr 14/MON z dnia 16 marca 2010 roku ustanowiono Święto Służby Czołgowo- -Samochodowej na 21 listopada[5].

17 marca
- W Wesołej książę Walii Karol i księżna Kornwalii Kamila Parker - Bowles spotkali się z żołnierzami 1 Brygady Pancernej[4]

## Kwiecień
10 kwietnia
- W drodze na uroczystości katyńskie w czasie podchodzenia do lądowania rozbił się samolot Tu–154. Zginęli wszyscy znajdujący się na pokładzie, w tym Prezydent RP - zwierzchnik sił zbrojnych Lech Kaczyński, 11 przedstawicieli sił zbrojnych (szef sztabu generalnego, dowódcy wszystkich rodzajów sił zbrojnych, kapelani trzech wyznań), kanclerz Orderu Wojennego Virtuti Militari oraz wojskowa załoga samolotu.

18 kwietnia
- W wypadku samochodowym zginął Mieczysław Cieślar, p.o. luterańskiego kapelana Wojska Polskiego.

26 kwietnia
- Na lotnisku w Jasionce koło Rzeszowa wylądował samolot przywożąc I grupę żołnierzy VI zmiany PKW Afganistan, którzy zakończyli półroczną misję w Afganistanie[6]

## Maj
7 maja
- Nowym Szefem Sztabu Generalnego został generał broni Mieczysław Cieniuch[7]

12 maja
- 16 Jarociński Batalion Remontu Lotnisk otrzymuje imię gen. bryg. Stanisława Taczaka[8]

20 maja
- Marszałek Sejmu pełniący obowiązki Prezydenta RP, Zwierzchnika Sił Zbrojnych powołał nowych Dowódców Rodzajów Sił Zbrojnych: Siły Powietrzne – generał broni Lech Majewski, Wojska Lądowe – generał broni Zbigniew Głowienka, Wojska Operacyjne – generał dywizji Edward Gruszka[7]

27 maja
- Minister Obrony Narodowej wydał decyzję nr Z-37/Org./P1 w sprawie rozformowania 78 Pułku Rakietowego Obrony Powietrznej im. gen. broni Władysława Andersa w Mrzeżynie. Na jego bazie sformowano 36 dywizjon rakietowy Obrony Powietrznej[9].

27–28 maja
- Marynarka Wojenna wzięła udział w obchodach 70 rocznicy bitwy o Narwik[7]

## Czerwiec
30 czerwca
- rozformowano 2 Bazę Lotniczą w Bydgoszczy[10], 3 Bazę Lotniczą we Wrocławiu, 8 Bazę Lotniczą w Krakowie, 21 Bazę Lotniczą w Świdwinie, 23 Bazę Lotniczą w Mińsku, 33 Bazę Lotniczą w Powidzu, 1 eskadrę lotnictwa taktycznego z Mińska Mazowieckiego, 7 eskadrę lotnictwa taktycznego z Świdwina, 8 eskadrę lotnictwa taktycznego z Mirosławca, 40 eskadrę lotnictwa taktycznego z Świdwina i 11 Batalion Kawalerii Powietrznej z Leźnicy Wielkiej[11].

## Lipiec
1 lipca
- oficjalnie przeformowano 6 Brygadę Desantowo-Szturmową na 6 Brygadę Powietrznodesantową[11]
- sformowano 8 Bazę Lotnictwa Transportowego w Krakowie, 21 Bazę Lotnictwa Taktycznego w Świdwinie, 23 Bazę Lotnictwa Taktycznego w Mińsku Mazowieckim i 33 Bazę Lotnictwa Transportowego w Powidzu[11]

## Sierpień
15 sierpnia
- w Warszawie odbyła się uroczystość wręczenia przez Prezydenta RP Bronisława Komorowskiego nominacji generalskich. Na stopień generała awansował gen. broni Mieczysław Cieniuch; na stopień generała broni: gen. dyw. Zbigniew Głowienka, gen. dyw. Edward Gruszka; na stopień generała dywizji generałowie brygady: Jerzy Biziewski, Leszek Cwojdziński, Janusz Lalka; na stopień generała brygady pułkownicy: Wiesław Grudziński, Stanisław Olszański, Krzysztof Parulski, Kazimierz Wójcik[12].

## Wrzesień
28–6 października

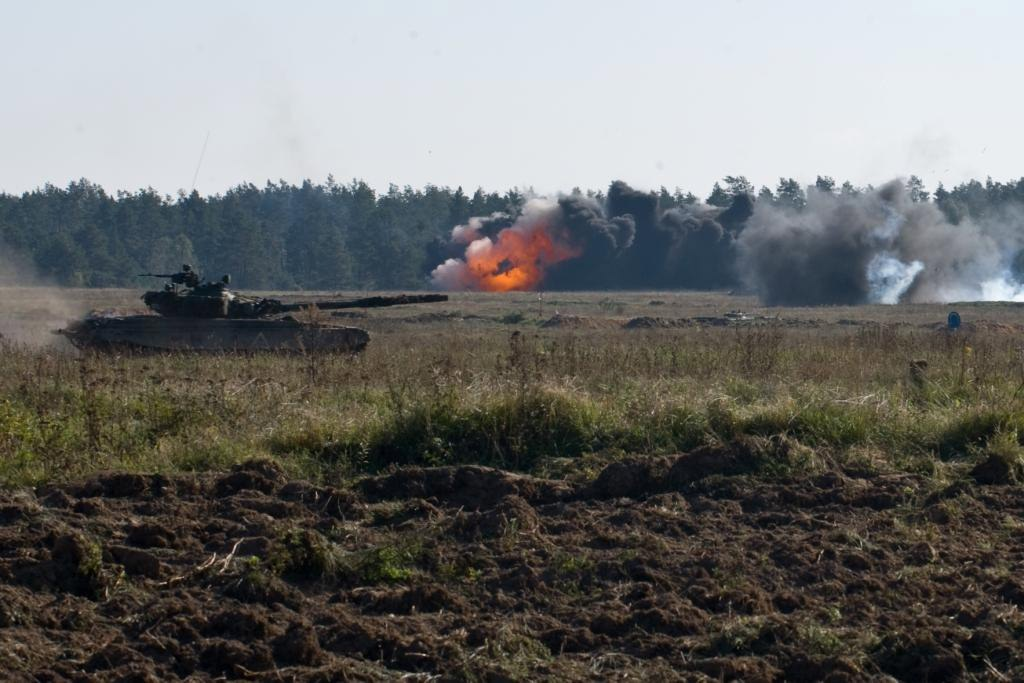
Ćwiczenia Anakonda 2010

- odbyły się ćwiczenia Wojska Polskiego pod kryptonimem Anakonda 2010[13]

## Październik
5 października
- Prezydent RP Bronisław Komorowski i Minister Obrony Narodowej Bogdan Klich, przebywali na poligonie w Bemowie Piskim oglądali wybrane epizody ćwiczenia „Anakonda 2010”[14]

18 października
- w Mińsku Mazowieckim odbyła się uroczystość wręczenia sztandaru Centrum Szkolenia Żandarmerii Wojskowej[14].

## Listopad
10 listopada
- w pałacu prezydenckim prezydent Bronisław Komorowski wręczył nominacje generalskie. Nominacje na stopień generała otrzymał: gen. broni Mieczysław Bieniek. Stopień generała dywizji otrzymali generałowie brygady: Janusz Bojarski, Zbyszek Czerwiński, Sławomir Kałuziński, Krzysztof Szymański. Stopień generała brygady otrzymali pułkownicy: Piotr Patalong, Andrzej Tuz, Bogdan Tworkowski. Stopień kontradmirała otrzymał kmdr Stanisław Kania[15]

## Grudzień
31 grudnia
- rozformowano 1 Ośrodek Szkolenia Lotniczego w Dęblinie, 2 OSzL w Radomiu, 6 BLot w Dęblinie, 1 Komendę Lotniska w Radomiu, 12 BLot w Mirosławcu, 22 BLot w Malborku, 41 elt w Malborku, 14 brl w Elblągu, 3 pułk przeciwlotniczy w Koszalinie, 14 pułk przeciwpancerny w Suwałkach, 1 BA w Węgorzewie, 1 pa w Ciechanowie, 3 batalion rozpoznawczy w Giżycku, 10 br w Żaganiu, 12 br w Szczecinie, 1 kompanię chemiczną w Siedlcach, 11 kchem w Żaganiu, 12 kchem w Szczecinie, 16 kchem w Elblągu, SPWL w Zegrzu, Szkołę Podoficerską Wojsk Lądowych we Wrocławiu, SPWL w Toruniu, SPWL w Koszalinie, GOM w Krakowie, dOR w Gdyni, dOZOP w Gdyni, 28 el MW, 29 el MW, 30 el MW, 43 BLot MW, 44 BLot MW[16]